# Amelibaea signifera
Amelibaea signifera là một loài ruồi trong họ Tachinidae.